# San Carlos (Äquatorialguinea)
Der San Carlos ist ein Schildvulkan in Äquatorialguinea. Er befindet sich im Südwesten der Insel Bioko. Er war in den 2000er Jahren als aktiv klassifiziert. Über seine geologische Geschichte ist trotzdem wenig bekannt. Seine große Caldera liegt in der Nähe seines Gipfels. In der Nähe des San Carlos befindet sich der San Joaquin.